# Rumena reka
Rumena reka (kitajsko: Huang He) je kitajska reka, znana po lebdečih delcih rumene puhlice, ki ji dajejo barvo, po kateri je dobila ime. S 5.464 km je druga najdaljša reka na Kitajskem (za reko Jangce) in šesta najdaljša reka na svetu. Med letoma 1600 in 1500 pred našim štetjem se je ob Rumeni reki reki razvila kitajska civilizacija.

## Etimologija
Zgodnjekitajski viri (475-221 pr. n. š.) omenjajo Rumeno reko enostavno kot 河, ta znak se danes uporablja prav v smislu »reka«. Današnje ime 黃河, torej Rumena reka, se prvič pojavi v obdobju dinastije Han (206 pr. n. š. - 9 AD). V zgodnjih mongolskih virih se pojavlja ime Črna reka, verjetno zaradi barve vode pred planoto iz puhlice. Danes se v kitajski pokrajni Notranji Mongoliji imenuje Kraljica reka, v državi Mongoliji pa Šar Mörön (Шар мөрөн), torej Rumena reka. Tibetanci ji pravijo tudi Pavja reka (tibetansko རྨཆུ, standardno kitajsko 玛曲, tradicionalno kitajsko 瑪曲).

## Geografija

### Zgornji tok
Izvir v gorovju Bajan Har v provinci Qinghai se nahaja na koordinatah 34° 29' 31,1" N, 96° 20' 24,6" E. Zgornji, pretežno tibetanski del je dolg 3472 km, s povprečnim naklonom 0,1% in padcem 3496 m do mesta Hekou v Notranji Mongoliji, kjer reka zavije ostro proti jugu. Zgornje porečje predstavlja 51,4% celotnega. V tem delu bistro reko  obdajajo pašniki, teče pa tudi skozi večja jezera, močvirnate predele in 20 sotesk, zato je na tem delu nekaj hidroelektrarn in zajezitev.  Po zadnji soteski, Qingtong, reka pride na aluvialno ravnico Hetao. Hetao je travnata ali polpuščavska ravnina, zgodovinsko je kmetijstvo na njej odvisno od namakanja.

### Srednji tok
V svojem srednjem delu reka zaključi velik ovinek (zanka Ordos), nakar teče proti vzhodu do mesta Zhengzou v provinci Henan. Odsek je dolg 1206 km, porečje odseka pokriva 45,7% celotnega, padec 890 m ima povprečni naklon 0,074%. Ta del je pomemben zlasti zaradi planote iz puhlice (angl. Loess Plateau). Iz te planote reka odnaša ogromne količine sedimentov, letna ocena je 1,6 milijarde ton, ki se večinoma odloži v spodnjem toku. Po eni od ocen kubični meter vode Rumene reke vsebuje 34 kg sedimentov. Za primerjavo, Kolorado 10, Nil 1. Zaključni del srednjega toka je tudi zanimiv za gradnjo hidroelektrarn zaradi dolge doline Jinshan, ki se zaključi z 20 m slapom Hukou.

### Spodnji tok
Zadnjih 786 km ima reka povprečen padec le 0,012% (94 m). Na severnokitajski ravnini reka odloži večino sedimentov, zaradi česar se dno struge zvišuje, dokler voda ne prebije nasipov, poplavi velika področja in pogosto tudi povsem spremeni smer. Zaradi zgodovinskih poplav ima reka tudi vzdevek »Bolečina Kitajske«. Ker se veliko vode uporabi za namakanje ali v industriji, vode pred izlivom v Bohajsko morje pogosto zmanjka, zlasti po letu 1972.  Voda pokriva potrebe 140 milijonskemu prebivalstvu, zaradi naraščajočih potreb pa je v načrtu več povezav z reko Jangce. Povprečni pretok je nizek, 2110 m²/s (Jangce 32000 m²/s), maksimum 25000 (deževna sezona med julijem in oktobrom), minimum 245. Kitajsko reklo »ko se Rumena reka zbistri« se uporablja za dogodke, ki se nikoli ne bodo zgodili.

### Pritoki
Največja pritoka sta reki Wei (dolžina 818 km, porečje 135.000 km²) in Fen (694 km, 39.000 km²), ki se obe izlivata v srednji tok Rumene reke.

## Zgodovina

### Zibelka kitajske civilizacije
Najstarejše znane starokitajske države izvirajo prav iz spodnje doline Rumene reke, zlasti na teritoriju današnjih provinc Henan in Hebei (imeni provinc prevedemo kot severno in južno od reke). V poznem neolitiku (5000-2000 pr. n. št.) sta se tu razvili kulturi Yangshao in za njo Longshan. Tudi prva dinastija Šja (2100-1500 pr. n. št.), ki je omenjena v pisnih virih in za katero ni povsem jasno, če je resnična ali mitološka, se je razvila ob Rumeni reki, prav tako njene naslednice Šang (1700-1046 pr. n. št.), Džov (1046-256 pr. n. št.) in Čin (221-206 pr. n. št.), ki je bila prva prava imperialna kitajska država (cesar Čin Ši Huangdi).

### Poplave
Iz zgodovinskih virov je znano, da je v času dinastije Čin reka tekla bolj na severu. Do leta 1946 je bilo opisanih 1593 naravnih ali namerno povzročenih poplav, v katerih je reka 26-krat znatno spremenila svoj tok. Nekatere poplave so imele velike politične posledice, poplava leta 11 je povezana s propadom kratke dinastije Xin (9-23 AD). Leta 923 je general Duan Ning namenoma porušil nasipe ob reki, da bi preprečil padec prestolnice Kaifeng, neuspešno. Tudi v času dinastije Ming je guverner Kaifenga poplavil območje, da bi pregnal vojsko upornikov, ki je že pol leta oblegala mesto. Poplave so mesto skoraj uničile, saj je zaradi lakote in bolezni umrlo 300 000 od 378 000 prebivalcev. Poplave leta 1887 so povzročile smrt 900.000-2.000.000 ljudi, leta 1931 pa 1-4 milijona ljudi. V času druge kitajsko-japonske vojne je 9. junija 1938 general Čjang Kajšek porušil nasipe, da bi preprečil napredovanje japonskih vojakov in »uporabil vodo namesto vojakov«. V poplavah je umrlo 500.000-900.000 civilistov in neznano število japonskih vojakov. Japonci zaradi poplav niso zasedli Žengžouja, glavnega mesta Henana, kljub temu pa so zavzeli svoj glavni cilj - začasno kitajsko prestolnico Vuhan na reki Jangce.

### Onesnaženje
Približno tretjina toka Rumene reke je onesnaženo do te mere, da voda ni primerna za pitje, kmetijstvo in industrijo (5. stopnja). V poročilu za leto 2007 se količina izpustov odpadkov in kanalizacije ocenjuje na 4,29 milijarde ton. Večino onesnaženja prispeva industrija (70%), manj gospodinjstva (23%). Kljub temu so ob reki in njenih pritokih velike ribogojnice in želvje farme.

## Prvi most
Danes reko premoščajo številni mostovi, nekateri so še v gradnji ali v fazi načrtovanja. Prvi most je bil zgrajen v letih 1907−1909 v mestu Lanzhou (provinca Gansu). Poimenovan je bil Zhongshan (中山桥) po priimku politika Suna Jatsena. Železna konstrukcija v dolžini 233 m stoji na mestu, kjer je stoletja stal plavajoči ali pontonski most, zgradilo pa ga je nemško podjetje Telge & Schroeter.